# Ernst Klingenberg
Ernst  Ludwig Theodor Klingenberg (* 21. Mai 1830 in Osnabrück; † 28. Mai 1918 in Charlottenburg) war ein deutscher Architekt.

## Biografie

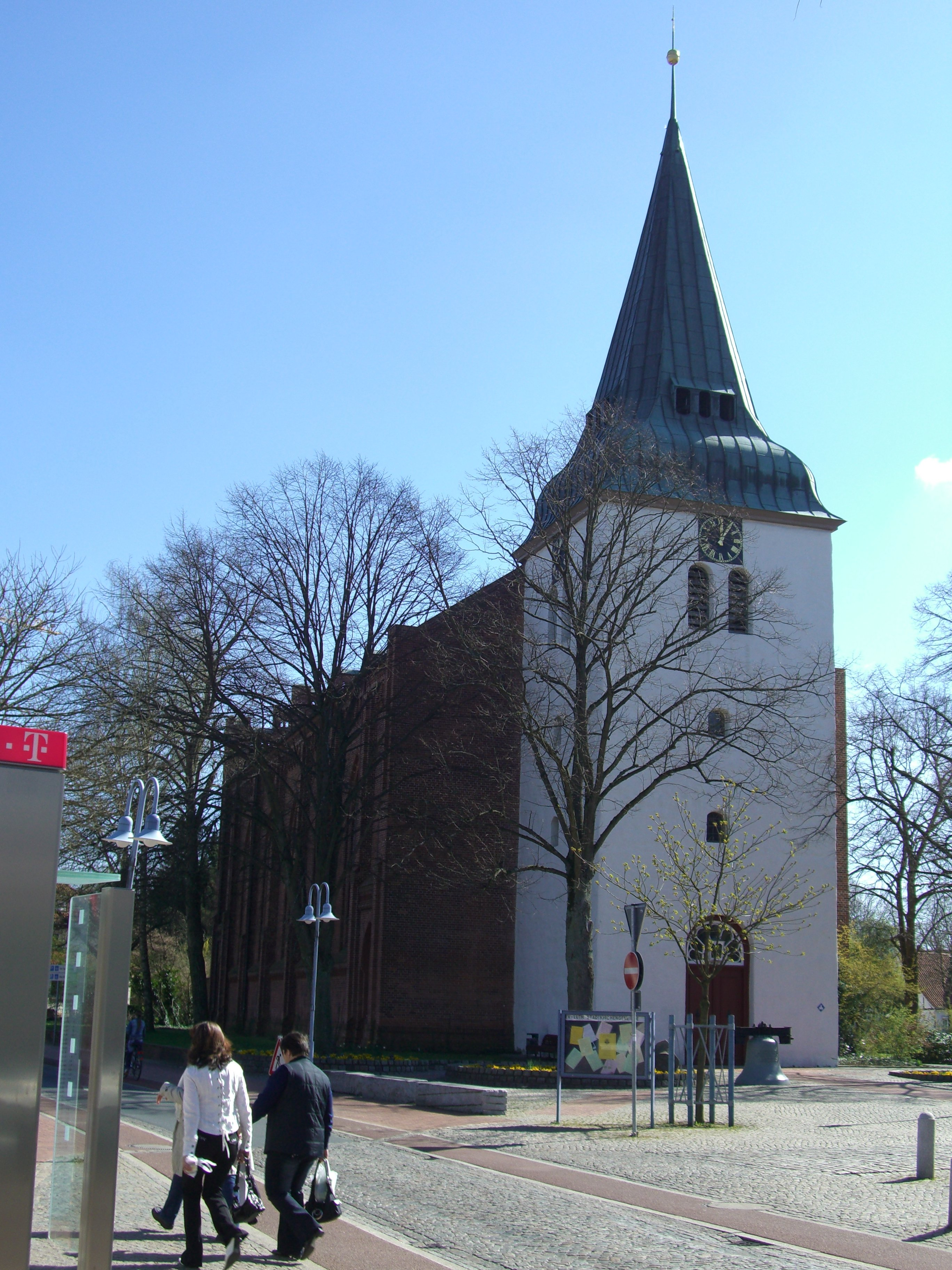
Stadtkirche, Rotenburg

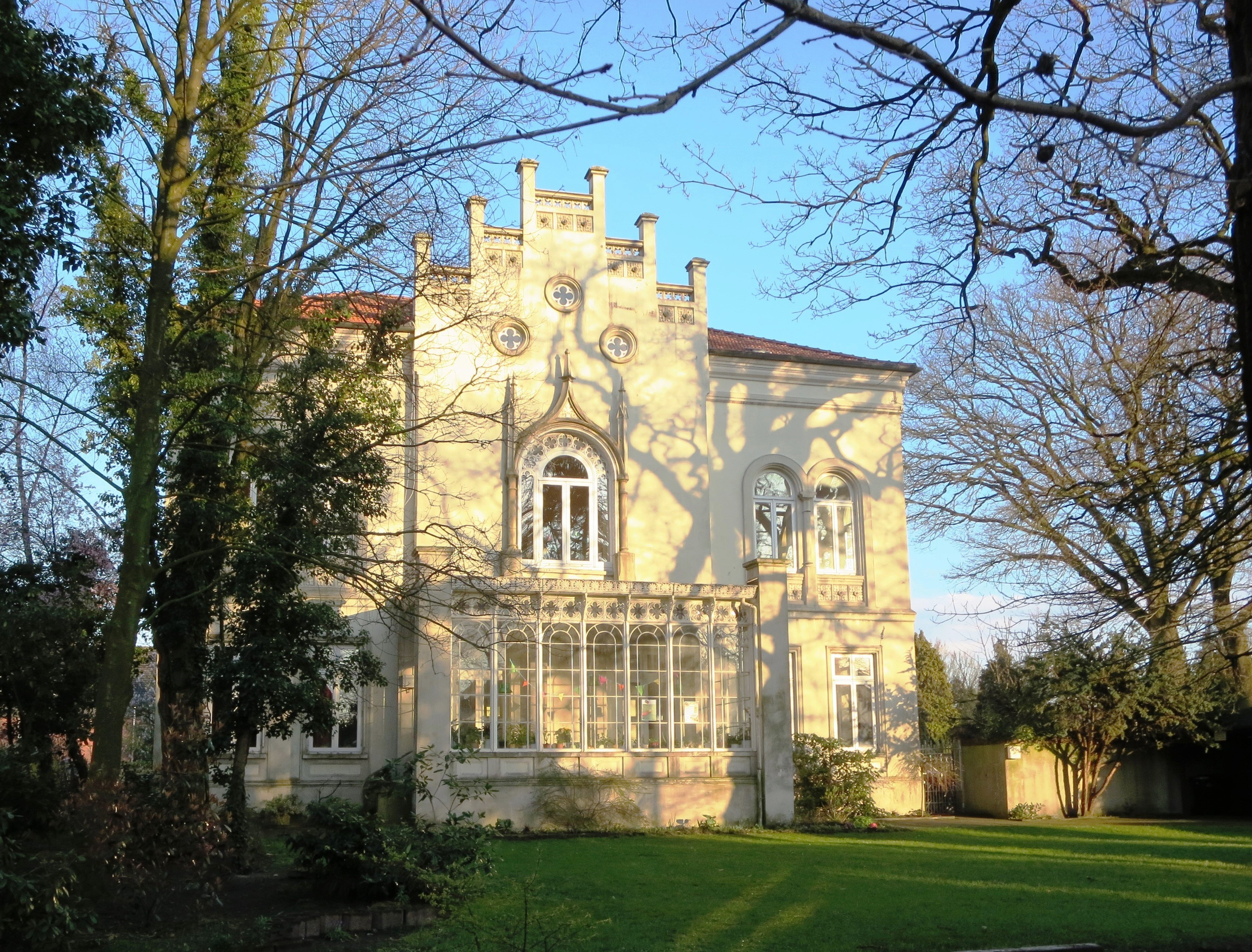
Villa Rennenkampff in Osternburg

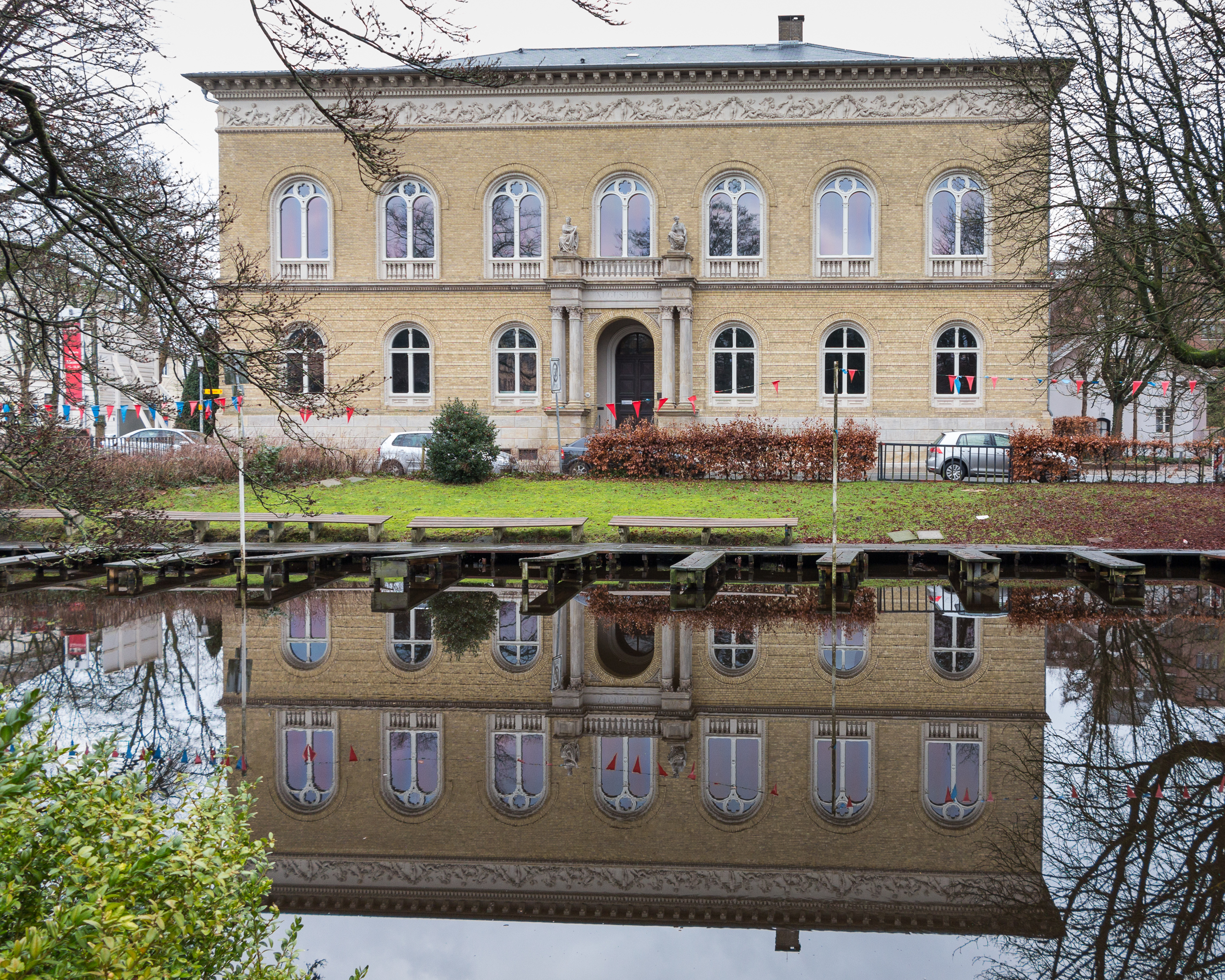
Augusteum (Oldenburg) im Florentiner Palaststil

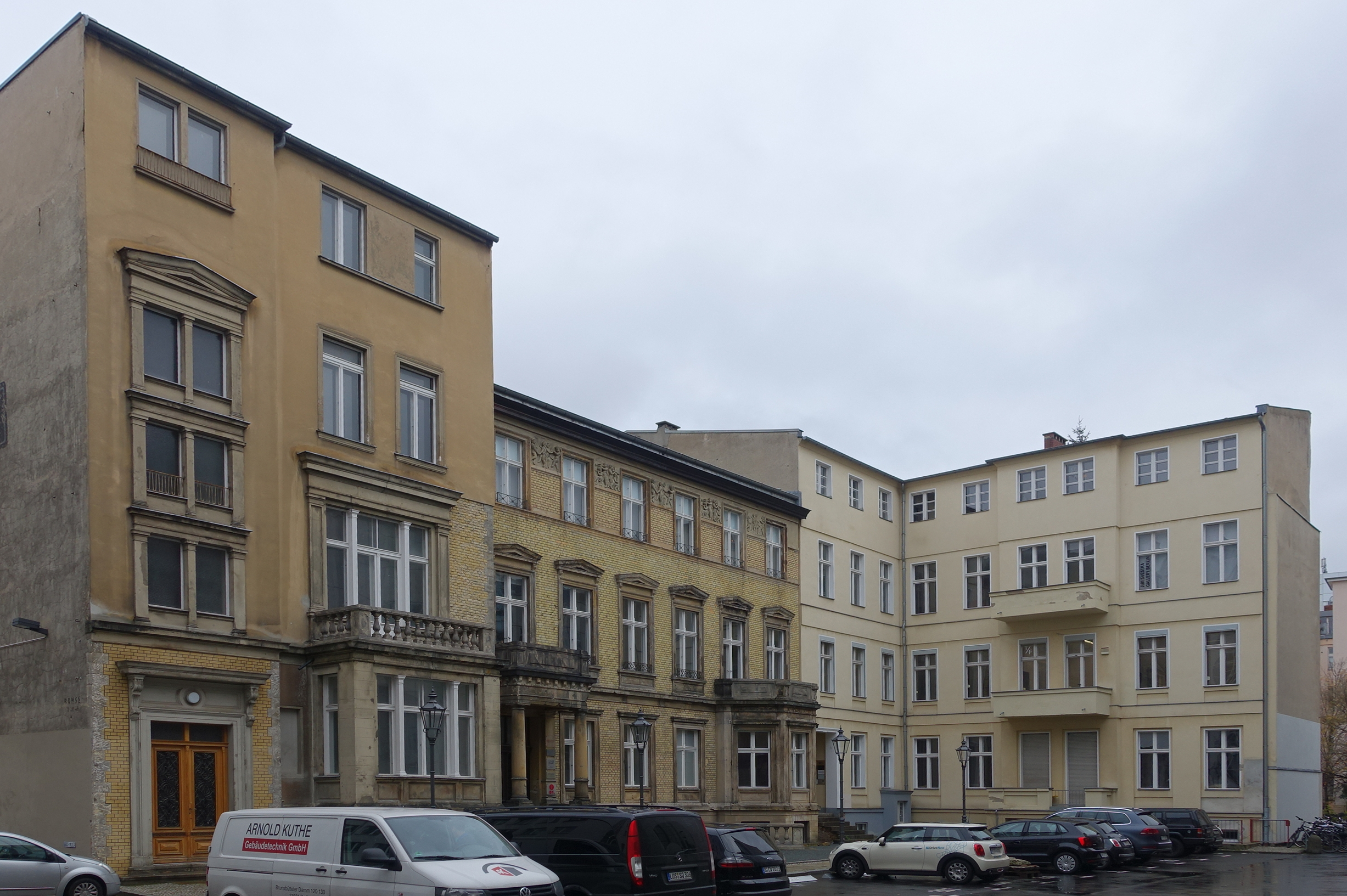
Anton-von-Werner-Haus, Berlin

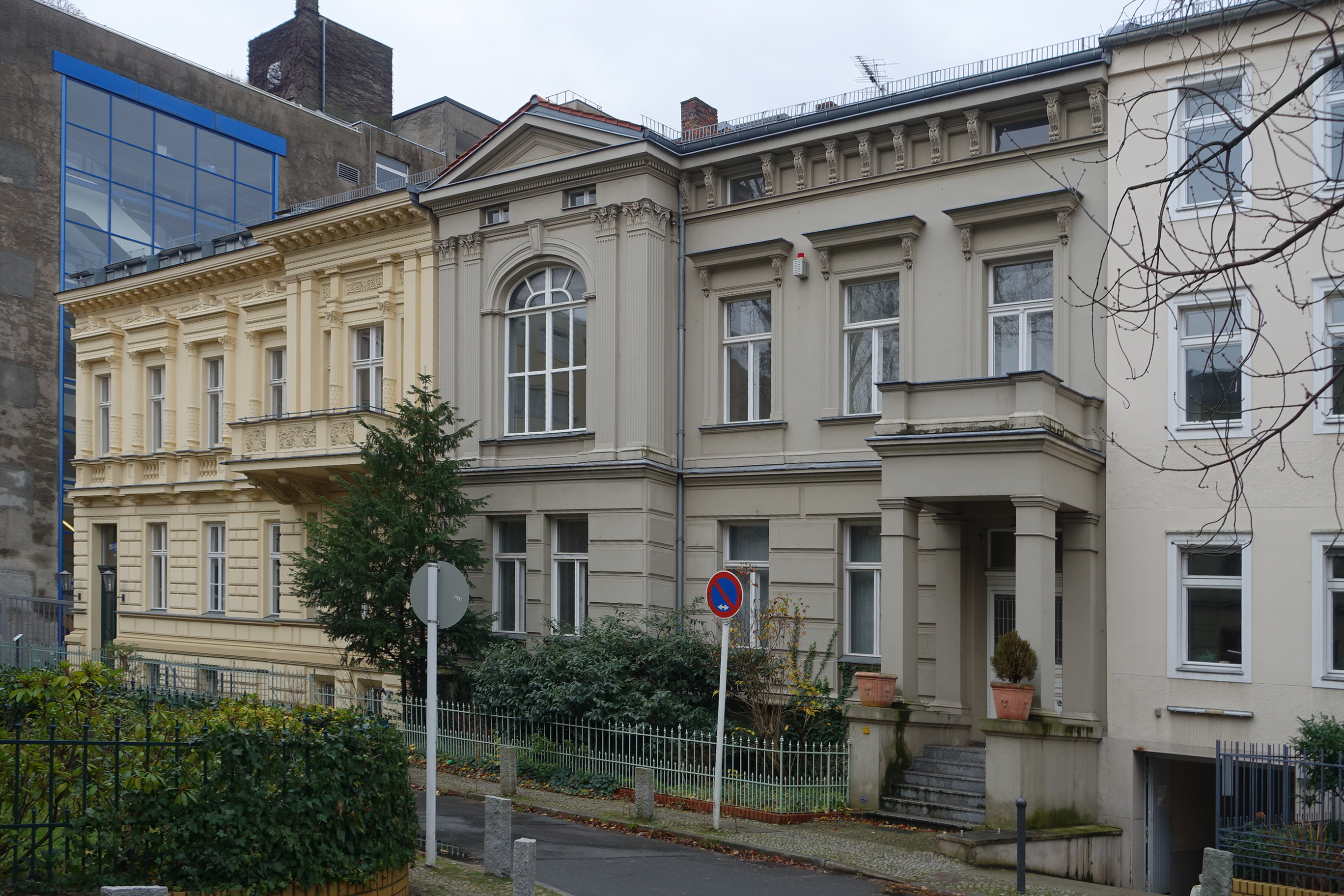
Wohnhausgruppe Begaswinkel in Berlin

Ernst Ludwig Klingenberg war der Sohn des späteren Amtsrentmeisters Ernst Georg Klingenberg (1797–1869) und der Margarethe Elisabeth Klingenberg, geborene Richter (1807–1887). Er wuchs als eines von sechs Kindern in Wittmund auf. Sein jüngerer Bruder Ludwig (1840–1924) wurde später ebenfalls Architekt.
Von 1846 bis 1848 studierte er an der Polytechnischen Schule Hannover und war Schüler von Ernst Ebeling. Von 1849 bis 1854 studierte er an der Universität München und war dann Lehrer für Architektur in München. 1855 war er Lehrer an der Städtischen Polytechnischen Schule in Nürnberg und 1856/1857 an der Königlichen Baugewerkschule Nienburg.
Danach war er seit 1856 als selbstständiger Architekt in Bremen tätig und seit um 1864 als Architekt und Hofbaurat in Oldenburg (Oldenburg). In diesem Jahr erhielt er auch seinen ersten großen Auftrag in Oldenburg, den Bau des Augusteums als Museumsneubau. Daneben beschäftigte er sich mit Planungen für den Umbau der Lambertikirche, die wegen ihrer Konzeption als völligem, an den Stilformen der Gotik Schinkels orientierten Neubau hinausliefen. Das Konzept scheiterte an finanziellen Gründen und am Widerstand der Kirchengemeinde und der Bau des Kirchturms wurde erst von Klingenbergs Bruder Ludwig 1873 durchgeführt. Zeitweise war er Mitinhaber der Firma Osenbrück & Co. in Hemelingen (Eisengießerei, Maschinenfabrik, Holzhandlung). Viele Jahre unterhielt er ein eigenes Büro in Oldenburg, verlagerte aber bereits vor der Jahrhundertwende das Schwergewicht seiner Tätigkeit nach Berlin, wo er eine Reihe öffentlicher Bauten und Wohnhäuser errichtete und bereits 1868 an der Konkurrenz um den Berliner Dombau teilgenommen hatte. Er führte als Architekt auch Aufträge in Quedlinburg und anderen Orten durch. Seit 1907 wohnte er endgültig in Charlottenburg, wo er 1918 in seiner Wohnung in der Hardenbergstraße 40 starb.
Klingenberg war seit 1860 verheiratet mit Margarethe Luise Marie geb. Salzmann.

## Mitgliedschaften
Klingenburg war Mitglied im Architekten- und Ingenieur-Verein in Hannover.

## Werke (Auswahl)
Zumeist im Stil des Historismus
- nach 1856 Werkstätten des Norddeutschen Lloyds, Bremen, Stefanikirchenweide
- 1857–1859 Weserbahnhof, Bremen
- 1860 Geschäftshaus Obernstraße 25, Bremen
- 1862 Stadtkirche, Rotenburg (Wümme)
- 1863 Villa Rennenkampff, Cloppenburger Straße 9 in Oldenburg-Osternburg; Umbau einer Hauses von 1824 (Entwurf H.C. Slevogt)[2]
- um 1865, Doppelhaus Sielwall 50/51, Bremen
- um 1865, Doppelhaus Außer der Schleifmühle 24/25, Bremen
- 1865 Villa Kapff im Tudorstil, Bremen, Schwachhauser Chaussee 62
- 1867 Kunsthalle Augusteum, Elisabethstraße 1, als Museumsbau für das Landesmuseum für Kunst und Kulturgeschichte Oldenburg, der im Stil der florentinischen Palastarchitektur der Renaissance realisiert wurde[3]
- 1870 Obergerichtsgebäude, Varel
- 1872 Elisabeth-Kinderkrankenhaus, Oldenburg
- 1872 Reichstagsgebäude Berlin (Ausführung)
- 1873 Wohnhausgruppe Begaswinkel, Genthiner Straße 30a/b, Berlin-Tiergarten
- 1874 Anton-von-Werner-Haus, Berlin-Tiergarten
- 1875 Mietshaus Mehringdamm 80, Berlin-Friedrichshain-Kreuzberg
- 1875 St. Bartholomäuskirche (Ausführung), Essen (Oldenburg)
- 1896 Neues Rathaus, Hannover (Ausführung)
- 1907 Wohnhaus Landshuter Straße 14, Berlin-Tempelhof-Schöneberg